# 47 الطوقان

NGC 47

47 الطوقان في علم الفلك (بالإنجليزية:47 Tucanae أو إن جي سي 104) هو تجمع نجمي كروي، وهو ثاني أشد التجمعات النجمية تألقا في السماء بعد أوميجا قنطورس. ويمكن رؤياه بالعين المجردة كسحابة مضيئة. تشير الأرصاد الفلكية إلى أن التجمع النجمي 47 الطوقان من أكبر وأقدم التجمعات النجمية، ويبعد عن الأرض نحو 15.000 سنة ضوئية؛ فهو ينتمي إلى مجرة درب التبانة.

## اكتشافه وتسميته
تأتي تسمية 47 الطوقان من كونه تجمع نجمي كثيف وشديد السطوع كما لو كان جرما سماويا واحدا. قام بدراسته في والقرن الثامن عشر العالم الفلكي الفرنسي «نيكولاس دي لاساي» في عام 1751.

## موقعه وخصائصه

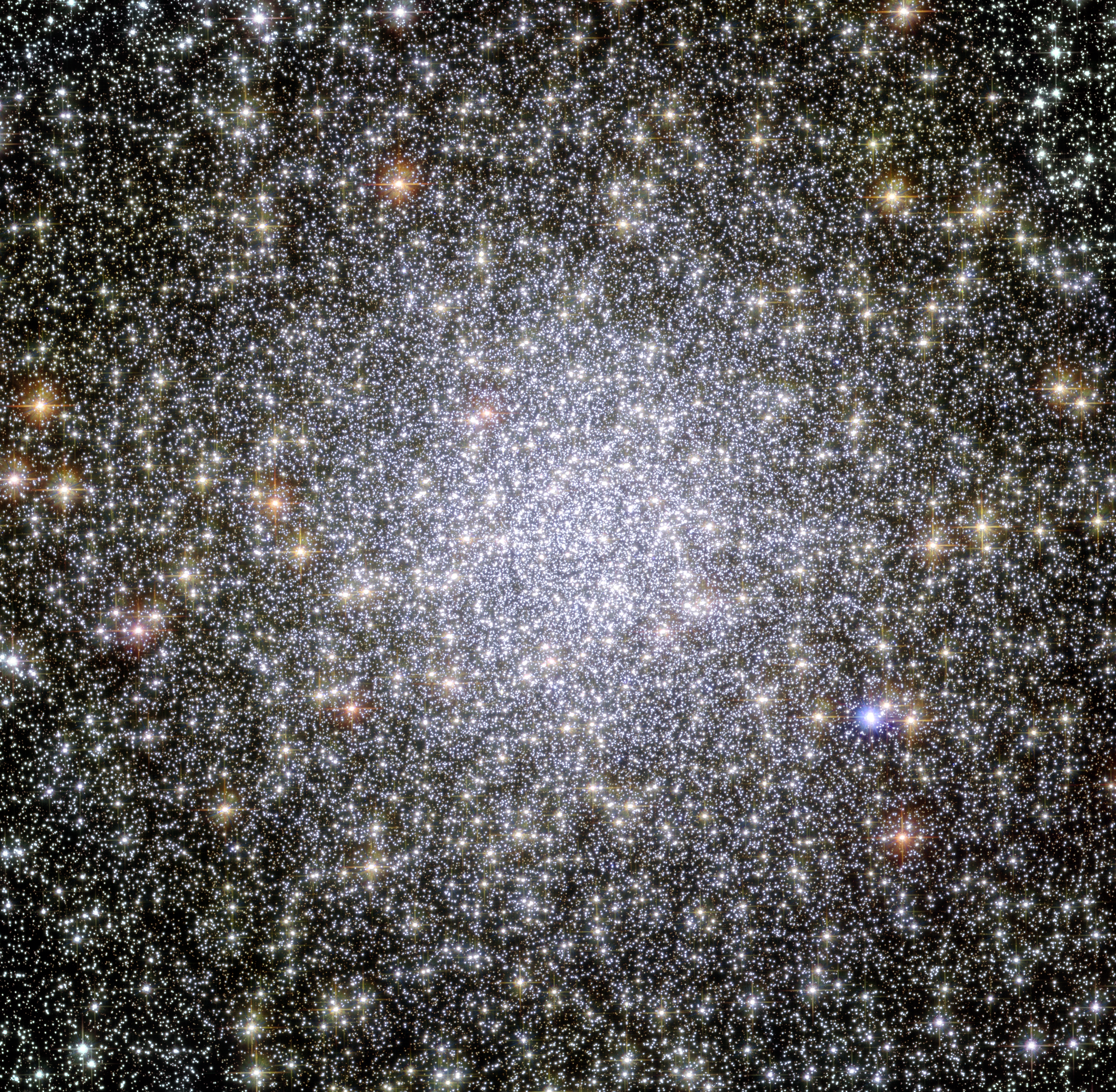
صورة عالية التباين لمركز 47 الطوقان، التقطها تلسكوب هابل الفضائي.

يقع 47 الطوقان بالقرب من سحابة ماجلان الصغرى ولكنه لا ينتمي إليها. ويمكن رؤياه فقط من نصف الكرة الأرضية الجنوبي. يبلغ قطره الظاهري 30′ ، ويبلغ قدره الظاهري 4,9 mag.
قطره بالسنوات الضوئية يقدر بنحو 120 سنة ضوئية ويحوي عدة ملايين من النجوم؛ ومن ضمنها عمالقة حمر.
كثافة النجوم في وسطه كثيفة وتبلغ بعض المسافات بينها أقل من 1و0 سنة ضوئية.
تم رصد 47 الطوقان بواسطة مرصد فيرمي الفضائي لأشعة غاما، والصور تبين مصادرا فيه تصدر أشعة جاما الشديدة النفاذية (أشد نفاذية في المواد من أشعة إكس). وتشير القياسات إلى احتمال وجود نجوم نباضة ذات دورات أقل من الملي ثانية فيه هي التي تصدر أشعة جاما.

## وصلات خارجية
- Astronews
- Hubble-Weltraumteleskop
- Chandra
- SEDS
- Alpha Tucanae

## اقرأ أيضا
- تجمع نجمي
- تجمع نجمي مفتوح
- عنقود مغلق
- مايال 2
- أوميجا قنطورس
- إن جي سي 47